# Gorgonzola, Lombardiet
Gorgonzola är en ort och kommun i storstadsregionen Milano, innan 31 december 2014 i provinsen Milano, i regionen Lombardiet i Italien. Kommunen hade 20 741 invånare (2018).
Orten har gett namn till osten Gorgonzola.